# Meroglossa rugosa
Meroglossa rugosa är en biart som beskrevs av Houston 1975. Meroglossa rugosa ingår i släktet Meroglossa och familjen korttungebin. Inga underarter finns listade i Catalogue of Life.